# Strand (kust)

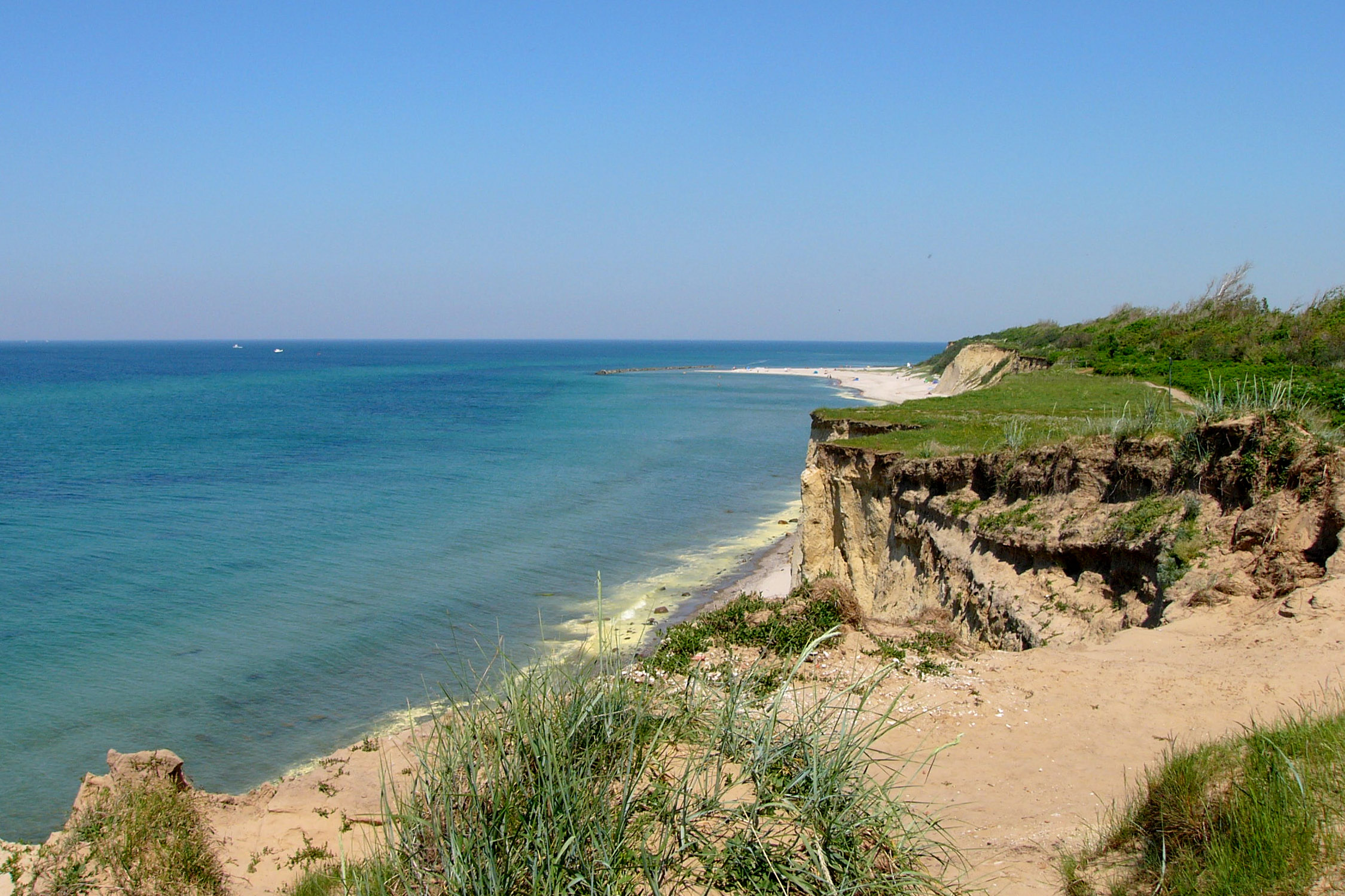
Strand in Mecklenburg-Voor-Pommeren (Darss)

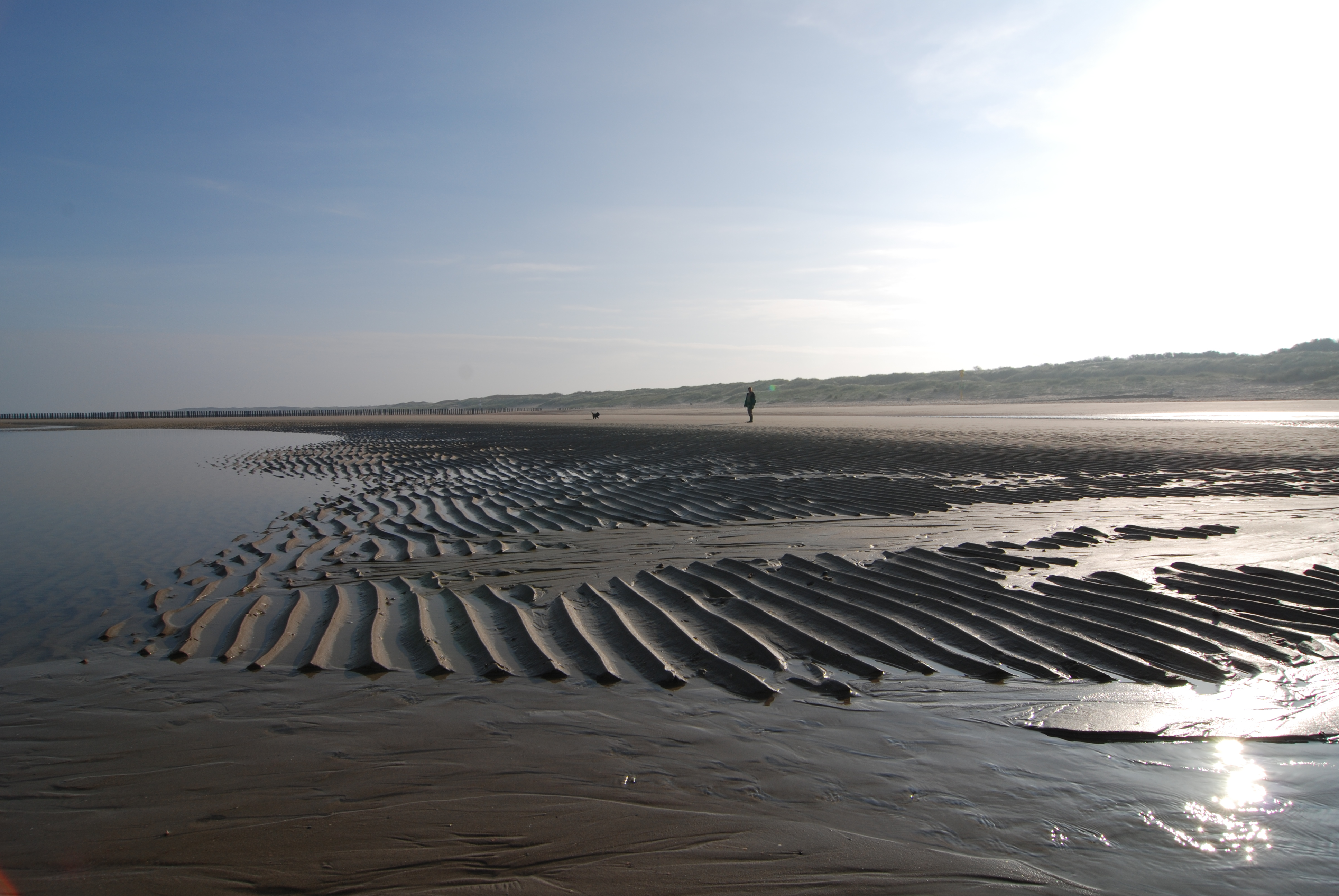
Strand in Zeeuws-Vlaanderen (Nieuwvliet)

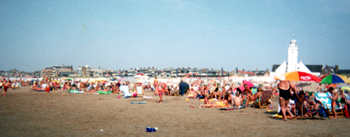
Het strand wordt vaak gebruikt als recreatiegebied

Een strand is een strook land met weinig of geen vegetatie aan het water van een zee, meer, plas of rivier. Een strand loopt af richting het water en gaat over in de bodem ervan. Het strand vanaf de zee tot aan de duinvoet is in Nederland eigendom van het Rijksvastgoedbedrijf (RVB).

## Zeestrand
Veelal bestaat een strand uit zand, soms uit kiezelstenen of schelpen. Sommige stranden bestaan uit vulkanisch zand en zijn zwart van kleur. Een strand is weinig of niet begroeid, hoewel op rustige stranden, zoals op het eiland Schiermonnikoog en bij Nieuwvliet in Zeeuws-Vlaanderen er lokaal wel wat zoutminnende planten groeien, en wat helmgras. Soms worden eventueel aanwezige duinen tot het strand gerekend. Een kuststrook die uit vaster materiaal bestaat, zoals rotsen, of begroeid is, wordt vaak oever genoemd.
Een strand langs een zee of oceaan loopt (deels) onder water als het vloed is. Meestal blijft een groot deel van het strand droog, maar bij uitzonderlijke omstandigheden (springvloed, aanlandige wind) kan het hele strand onderlopen. De bovengrens van het strand (waar de begroeiing begint) geeft dus tevens aan hoe ver het water kan komen.
Op een strand langs een zee of oceaan treft men in het algemeen zeewier, schelpen en kwallen aan. Ook spoelen veel dingen aan, zoals wrakhout, afval, dingen die van schepen afgevallen zijn. Strandjutters zijn op zoek naar waardevolle dingen die op het strand te vinden zijn. In de Middeleeuwen bestond het strandrecht: het recht van de landsheer of de lokale bevolking op alles wat op het strand aanspoelde. Gebruikelijk is in de meeste westerse landen dat wat aanspoelt van de rechthebbende (veelal de eigenaar) blijft.

## Recreatie
Een strand wordt vaak gebruikt als recreatiegebied, met name in de zomer. Men kan dan op het strand zonnebaden, zwemmen in de zee of het meer, zandkastelen bouwen, etc. Zeilwagenrijden en strandvolleybal zijn typische strandsporten. In de herfst gaat men naar het strand om uit te waaien. Er zijn vele badplaatsen.
Kinderen spelen graag op het strand met schepjes en emmertjes, ze graven kanalen, spelen voetbal, of graven elkaar of hun ouders in. De zorgeloosheid op het strand maakt dat ouders er graag met hun kinderen naartoe gaan.
Om ervoor te zorgen dat alle activiteiten op het strand veilig verlopen stellen strandgemeenten vaak vrijwillige reddingsbrigades of betaalde strandwachten om toezicht te houden. Deze hulpverleners houden zich niet uitsluitend bezig met toezicht en EHBO, ze zijn ook altijd aan te spreken voor voorlichting en helpen kinderen die hun ouders kwijt zijn en andersom. Een strand dat voldoet aan bepaalde criteria betreffende het milieu en veiligheid kunnen een Blauwe Vlag hebben.
Omdat er 's zomers vaak verkeersopstoppingen op de routes naar het strand zijn leggen steden als Parijs, Brussel en Amsterdam steeds vaker tijdelijke stadsstranden aan.
Een strand met een azuurblauwe zee, wit zand en palmbomen wordt ook wel een Bountystrand genoemd.
Soms zijn er recreatiewoningen op het strand, bijvoorbeeld op het strand van Hoek van Holland bij de Nieuwe Waterweg (Landal Beach Villa's).

## Fotogalerij

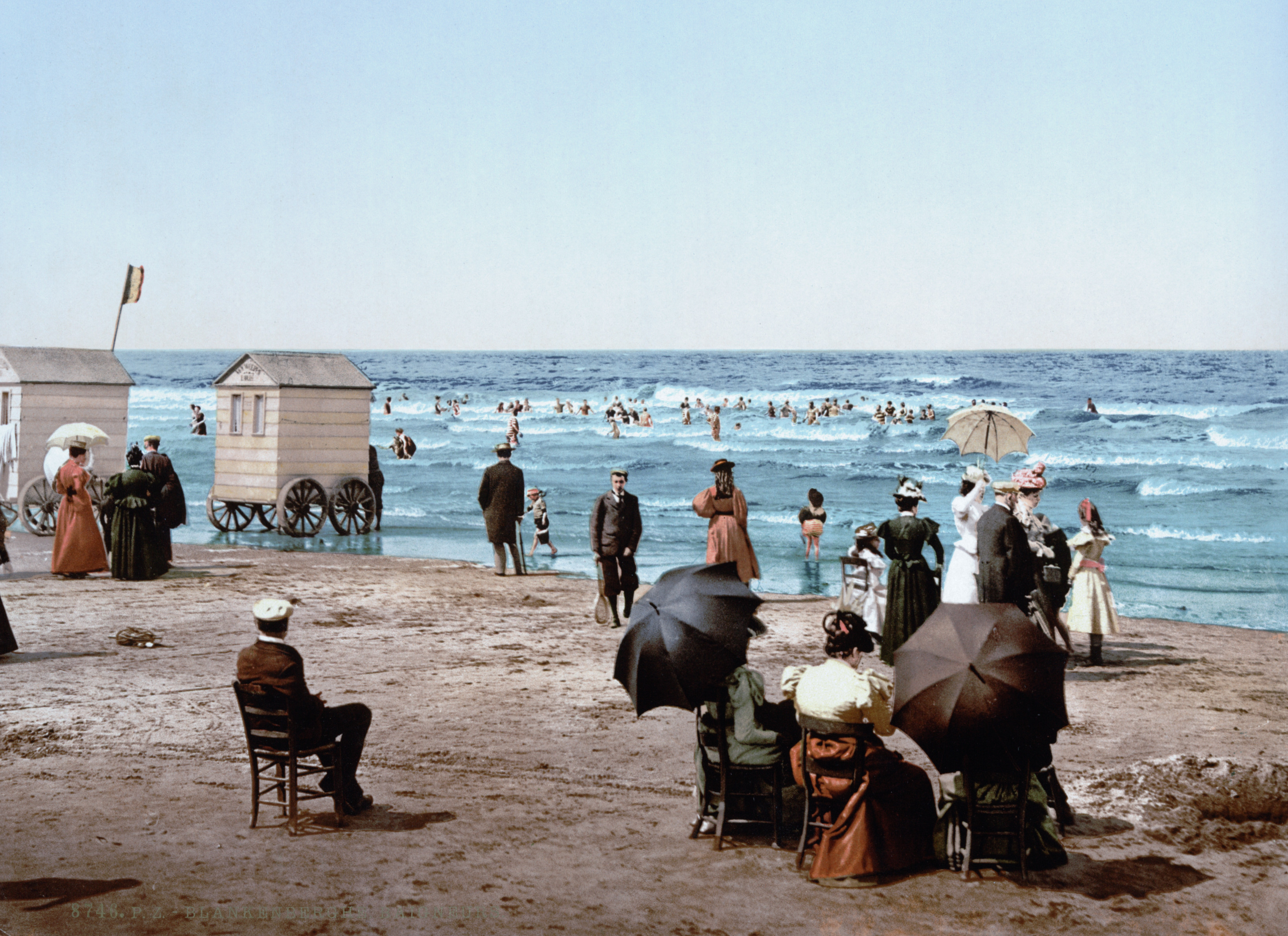
Strand in Blankenberge in 1900.
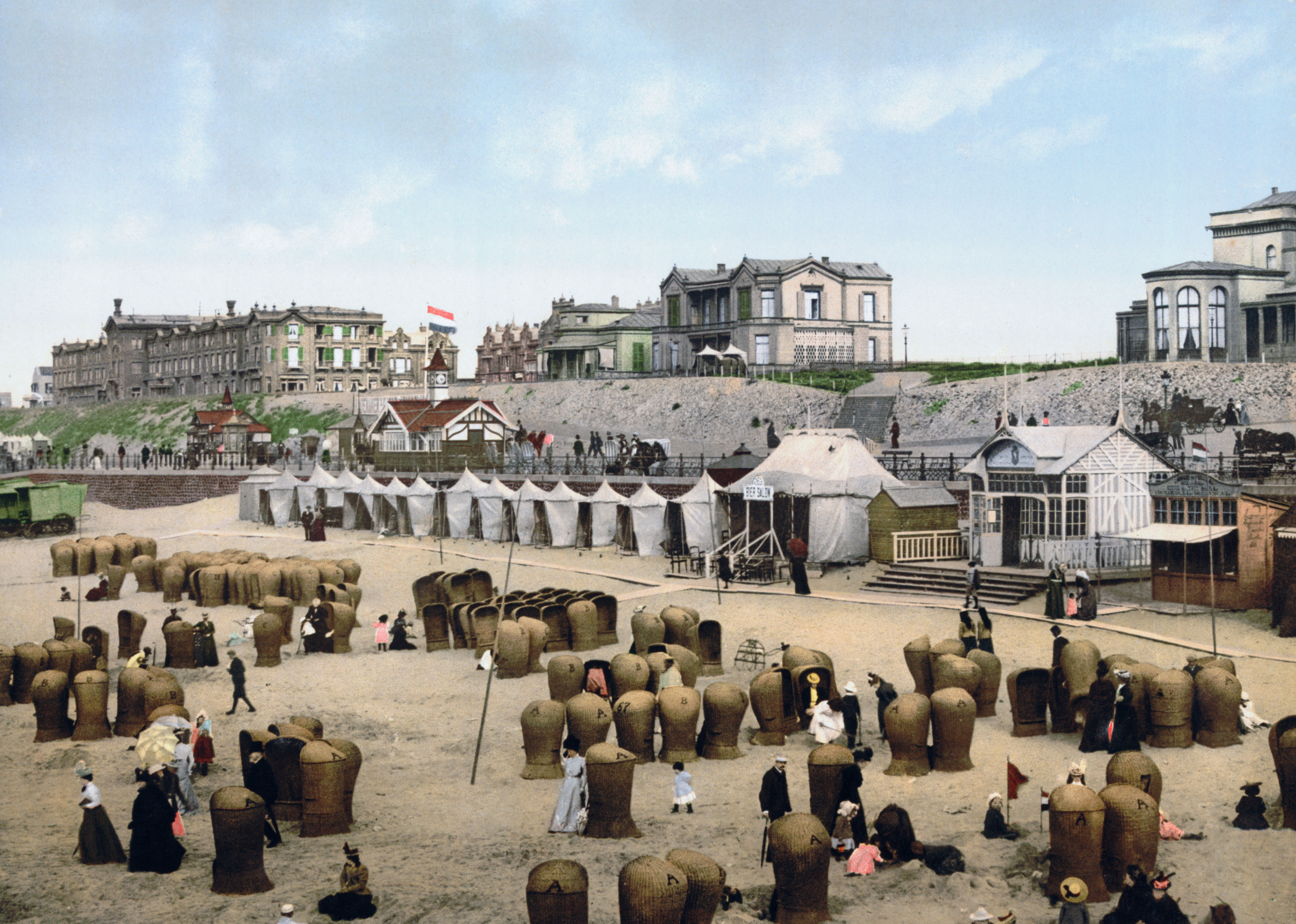
Strand in Scheveningen in 1900.
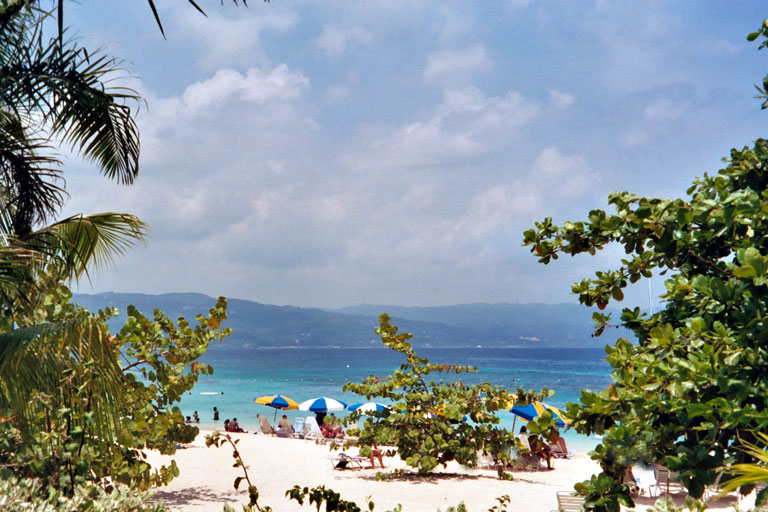
Strand op Jamaica.
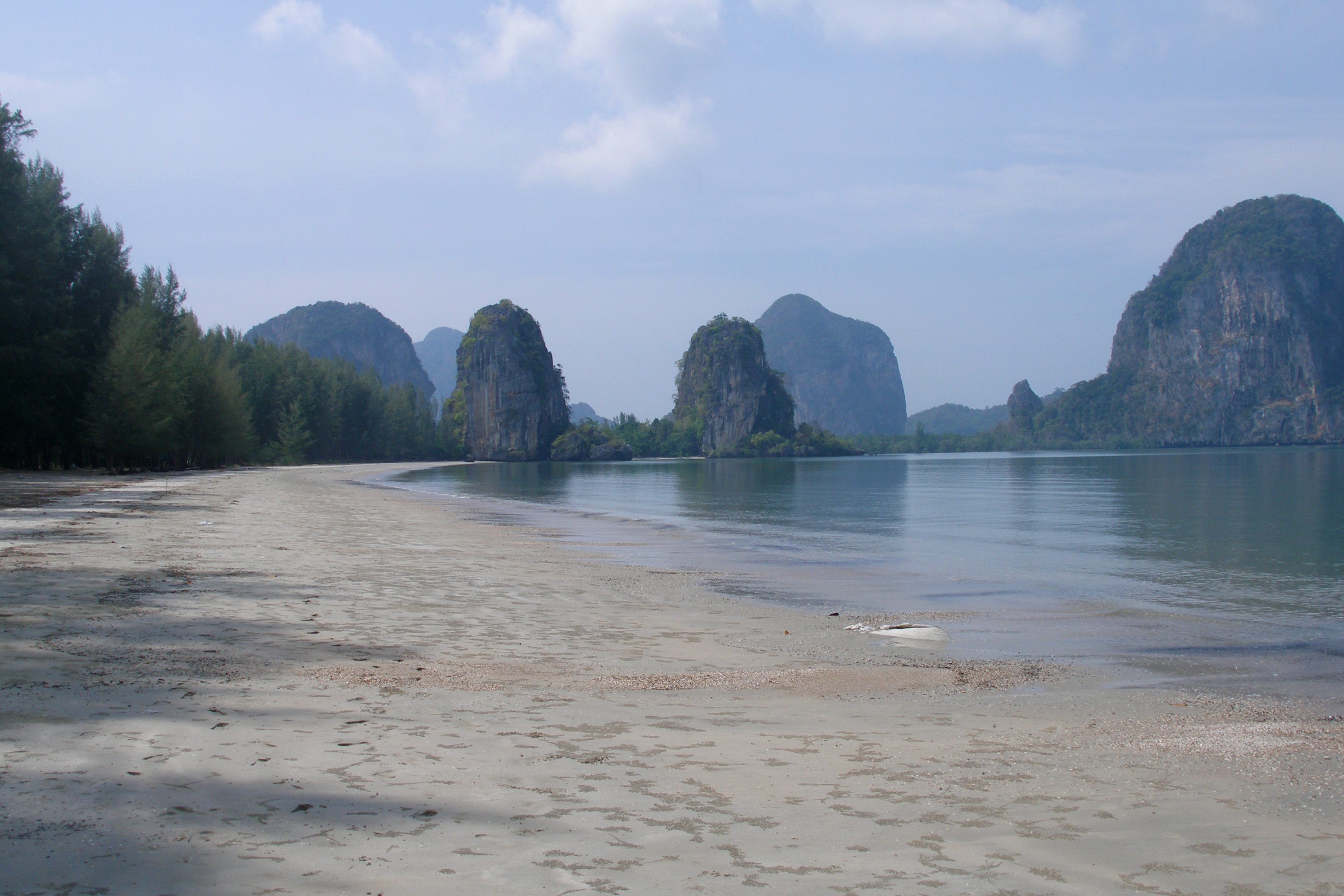
Strand in Thailand.
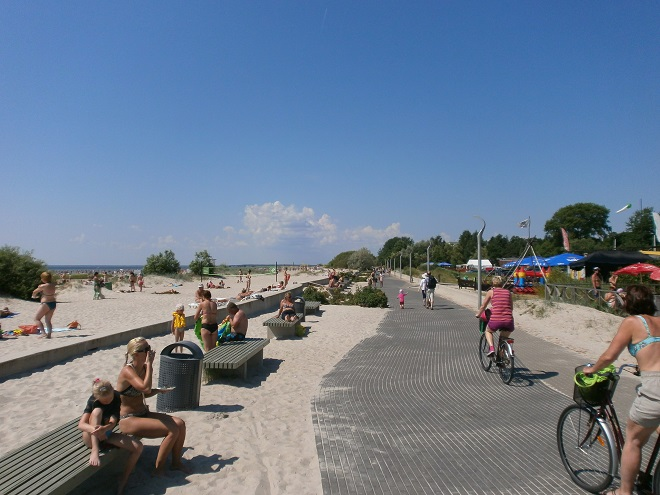
Strand in Pärnu, Estland.
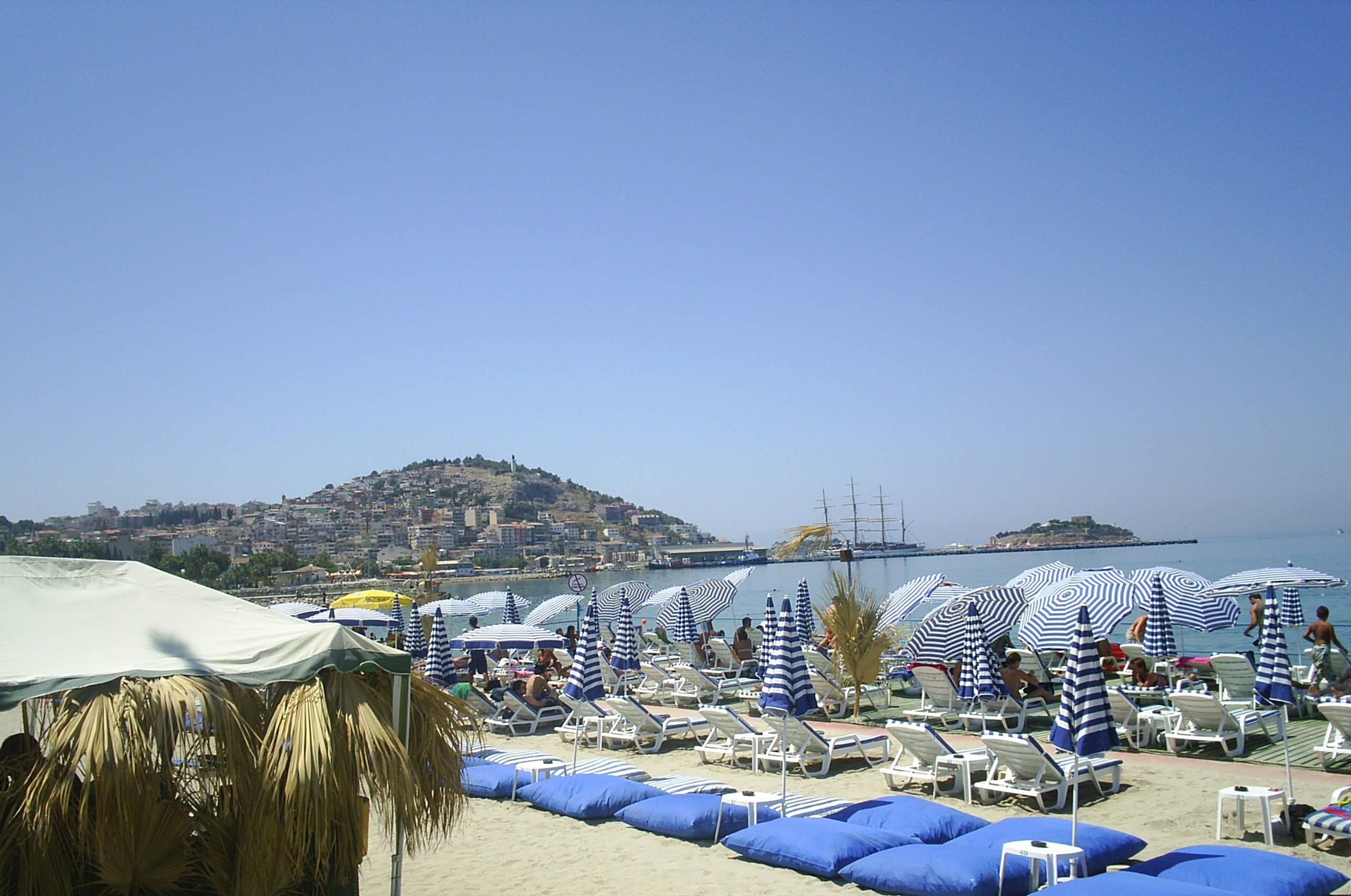
Strand in Kuşadası, Turkije.
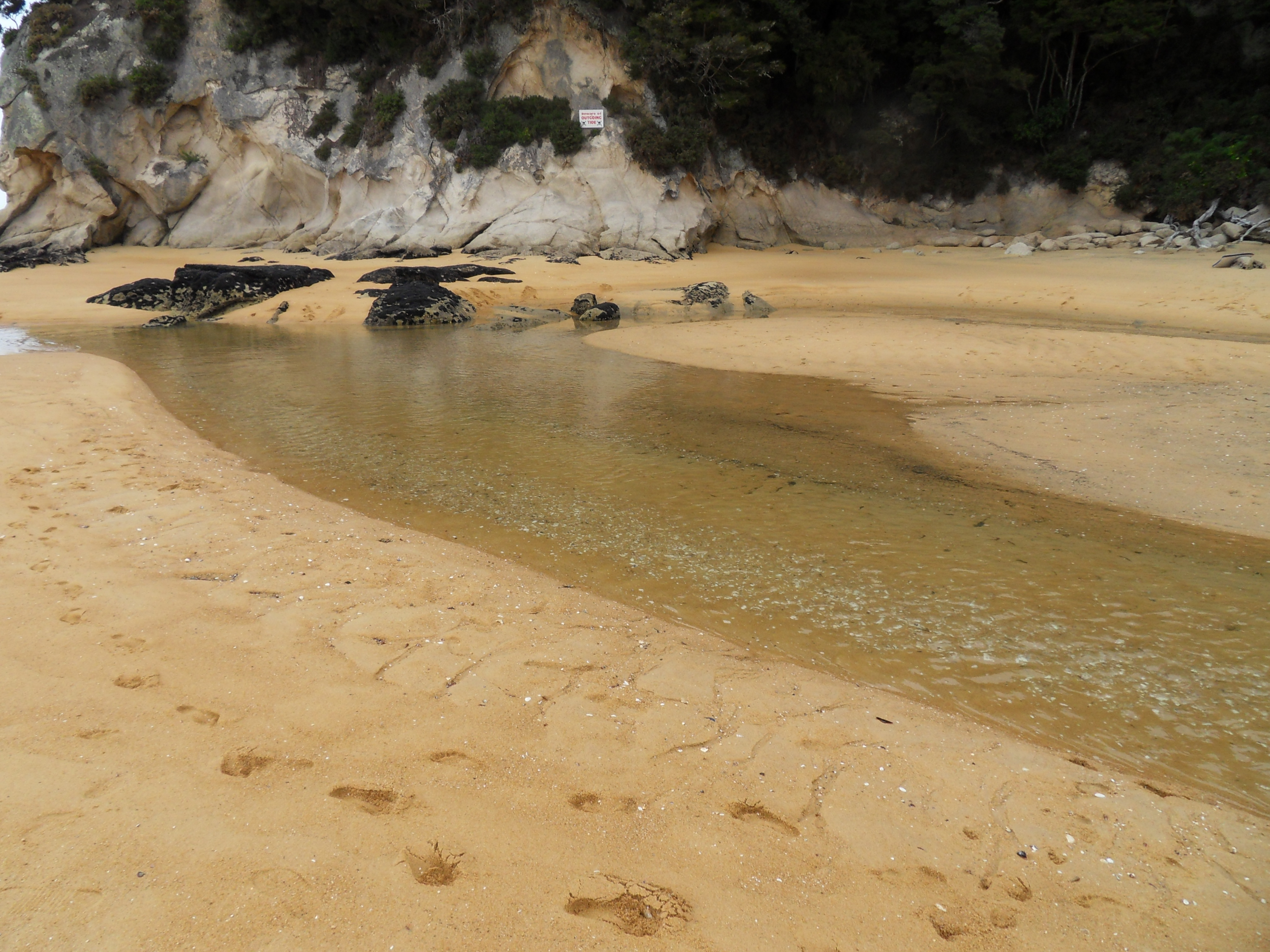
Strand op Nieuw-Zeeland
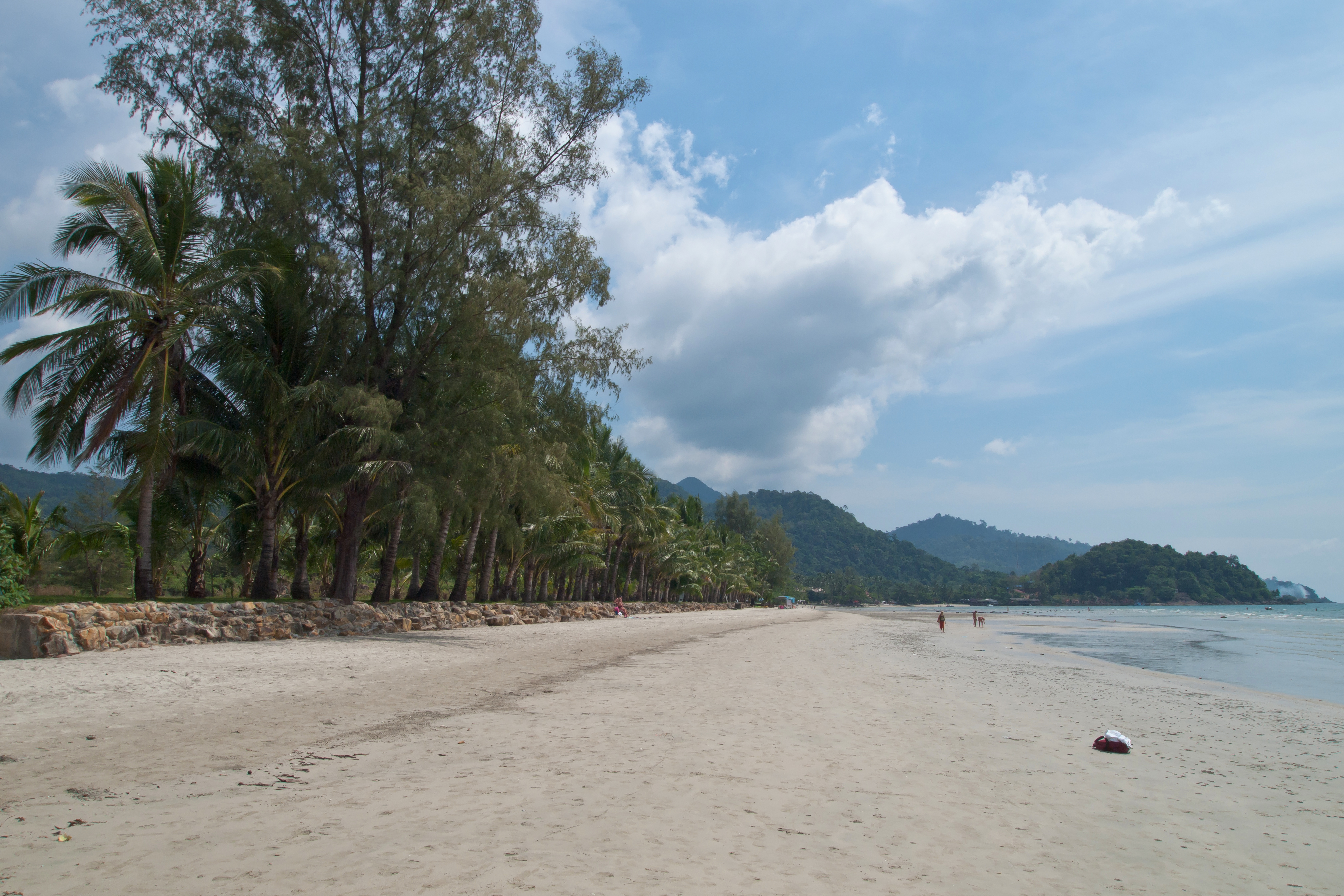
Strand in Thailand
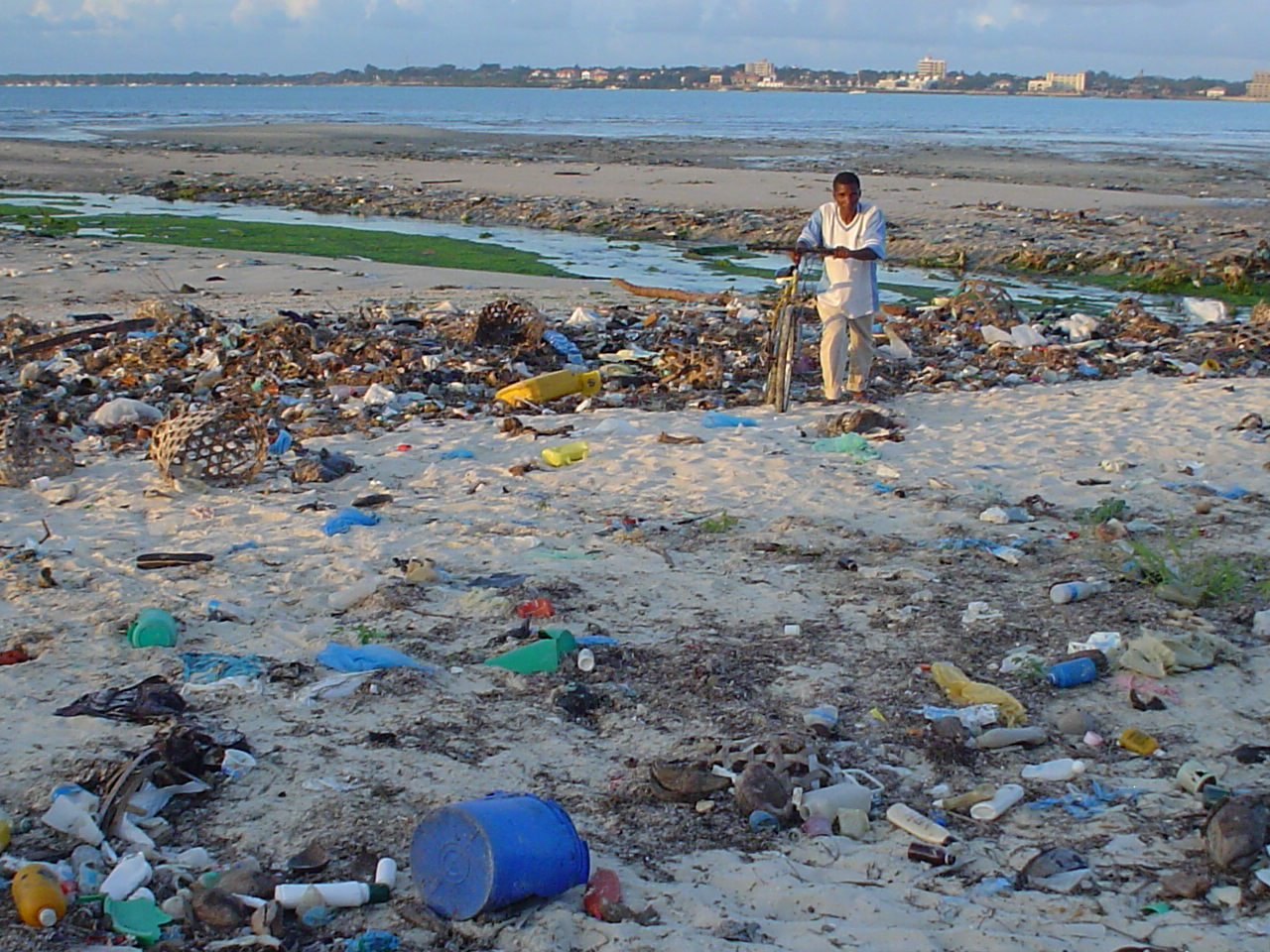
Strand van de Msasani Baai, Dar es Salaam, Tanzania

## Locatie-aanduiding
Voor een locatie-aanduiding op een Nederlands strand zijn er de volgende systemen:
- geografische coördinaten
- kilometerpalen: een eendimensionaal systeem (afstand langs de kust vanaf het nulpunt), toenemend naar het zuiden. Zo is bijvoorbeeld de locatie van de Scheveningse pier in dit systeem 99,45.[1]
- afstand en richting t.o.v. een nabijgelegen referentiepunt, vaak een strandopgang